# Минеев, Нурмухамед Ганеевич
Нурмухаме́д Гане́евич (Никола́й Григо́рьевич) Мине́ев (1920—1999) — советский футболист, полузащитник и нападающий. Мастер спорта СССР.

## Карьера
Родился 1 июля 1920 года (по другим данным в 1925 году) в Царицыне.
С детства начал заниматься футболом. В 1937 году был зачислен в футбольную команду сталинградского «Трактора».
В годы Великой Отечественной войны был на фронте снайпером. Участвовал в Сталинградской битве, уничтожил более 100 фашистов. После войны вернулся в футбольную команду сталинградского «Трактора».
Выступал за сталинградские команды «Динамо» и «Торпедо». В классе сильнейших команд СССР провёл 51 матч, в которых забил 5 голов.
Закончив спортивную карьеру, работал в районном исполкоме, а также организатором спортивно-массовой работы на заводе им. Петрова, где создал 16 футбольных команд и организовал проведение регулярных соревнований.
В конце 1950-х — начале 1960-х годов тренировал сталинградский «Нефтяник».
Умер в 1999 году.
В Волгограде проводится традиционный мини-футбольный турнир памяти Минеева.
2 мая 2018 года на стадионе «Нефтяник» в память о Нурмухамеде Минееве была торжественно открыта мемориальная доска.

## Статистика
| Команда              | Сезон | Чемпионат | Чемпионат | Чемпионат | Кубок | Кубок | Итого | Итого |
| Команда              | Сезон | Уров.     | Игры      | Голы      | Игры  | Голы  | Игры  | Голы  |
| -------------------- | ----- | --------- | --------- | --------- | ----- | ----- | ----- | ----- |
| Трактор (Сталинград) | 1947  | I         | 5         | 1         | 0     | 0     | 5     | 1     |
| Торпедо (Сталинград) | 1948  | I         | 8         | 0         | 1     | 0     | 9     | 0     |
| Торпедо (Сталинград) | 1949  | I         | 20        | 3         | 4     | 0     | 24    | 3     |
| Торпедо (Сталинград) | 1950  | I         | 18        | 1         | 2*    | 0*    | 20*   | 1*    |
| Торпедо (Сталинград) | 1951  | II        | 31        | 1         | 1     | 0     | 32    | 1     |
| Торпедо (Сталинград) | 1952  | II        | 13        | 0         | 3     | 0     | 16    | 0     |
| Торпедо (Сталинград) | 1953  | II        | 11        | 1         | 2     | 0     | 13    | 1     |
| Торпедо (Сталинград) | Итого | Итого     | 101       | 6         | 13*   | 0*    | 114*  | 6*    |
| Всего                | Всего | Всего     | 106       | 7         | 13*   | 0*    | 119*  | 7*    |

Примечание: знаком * отмечены ячейки, данные в которых возможно больше указанных.